# Mír nyní

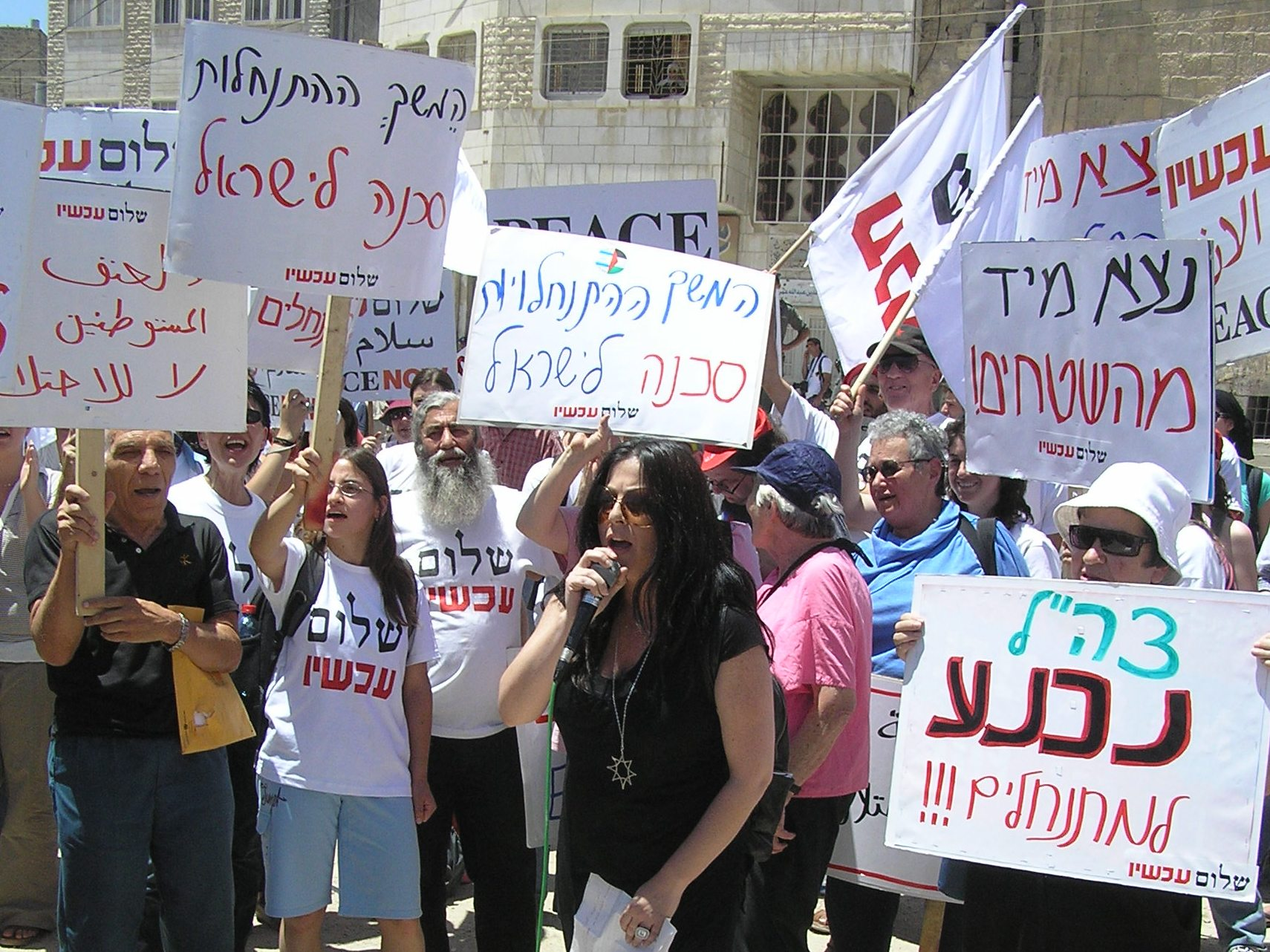
Demonstrace Šalom achšav v Hebronu

Mír nyní (hebrejsky: שלום עכשיו‎, Šalom achšav, doslova „Okamžitý mír“; anglicky: Peace Now) je izraelská levicová nevládní organizace, která vznikla v roce 1977 během egyptsko-izraelských mírových jednání. Koncem 70. let se stala zastřešující organizací izraelských mírových hnutí. Hnutí se snaží přesvědčit izraelskou veřejnost a vládu, že míru a historické dohody s palestinskými Araby a sousedními arabskými zeměmi musí být dosaženo výměnou za územní ústupky (politika „území za mír“). Svého vrcholu dosáhlo hnutí podle Kruppa (1999) „za libanonské války a především během demonstrace po událostech v Sabře a Šatíle.“ Své myšlenky hnutí prosazovalo pomocí demonstrací a výstupů na veřejnosti „vždy tehdy, když se jednání (mírová) zadrhla nebo hrozilo, že ztroskotají.“